# Mantova Musica Festival
Le Mantova Musica Festival, anciennement Festival della Musica di Mantova, est un festival de musique organisé à Mantoue, en Italie. 

## Histoire
Le festival est créé en 2004, et organisé entre le 2 et le 6 mars de la même année, sur une idée de Nando dalla Chiesa et de l'écrivain Lidia Ravera, réalisée et développée avec Fulvio Scaparro, Paolo Rampi et Fabio Zanchi et grâce à la collaboration de Velia Mantegazza et Ricky Gianco. À cette période, leur objectif est de proposer une alternative au festival de Sanremo, confié cette année-là à un directeur artistique compromis (Giannelli) dans des liens avec la mafia. Le festival, sous la direction artistique de Vittorio Cosma et Titti Santini, se déroule les mêmes jours que le festival de Sanremo. Malgré la concurrence, il connaît un véritable succès en termes de public (environ 30 000 spectateurs, malgré un temps encore hivernal) et de médias (jusqu'à trois millions de téléspectateurs sur Odeon TV), avec plus de 600 titres dans la presse nationale et locale, la caricature de Giannelli faisant la une du Corriere della Sera. 
La quatrième édition du festival, qui se tient à Mantoue du 23 au 27 mai, connaît un grand succès et s'articule autour du thème « Murs » (Muri),.